# Kraft (Album)
Kraft ist das fünfte Studioalbum der deutschen Soulband Glashaus. Es wurde am 28. April 2017 unter Pelhams Label 3p veröffentlicht. Es ist das erste Studioalbum der Band nach zwölf Jahren in ihrer ersten Besetzung, da Cassandra Steen als Sängerin in die Band zurückkehrte. Das letzte Album Neu (2009) wurde mit Peppa Singt aufgenommen.

## Hintergrund
Aufgenommen wurde das Album von Oktober 2013 bis zum November 2016, was also drei Jahre umfasst. Alle Texte stammen von Moses Pelham und Martin Haas, die das Album auch produzierten. Die Aufnahmen fanden alle in Frankfurt am Main statt, nämlich im USP-Studio und im Zentrum der Veränderung.

## Veröffentlichung
Die Single Fühlt sich wie sterben an wurde zusammen mit einem Musikvideo am 20. bzw. am 21. Dezember 2016 veröffentlicht. Die Band kündigte damit auch ihr Comeback mit Steen an und den Titel des neuen Albums. Die zweite Single Gebt mir mein Leben zurück wurde am 3. Februar 2017 veröffentlicht, zeitgleich konnte man ab diesem Zeitpunkt das Album unter anderem auf iTunes vorbestellen. Die dritte Single Kraft erschien noch im selben Monat, nämlich am 24. Februar 2017. Das Musikvideo erschien am 23. Februar 2017 auf Youtube. Am 7. April 2017 erschien die vierte Single Das erste Mal. Aufgrund der Teilnahme von Pelham bei der TV-Sendung Sing meinen Song – Das Tauschkonzert sang er dort das Lied Gegen den Strom zusammen mit Steen. Der Song erschien am 9. Juni 2017 als fünfte Single. Aus Youtube wurde am selben Tag ein Lyrics-Video veröffentlicht.

## Inhalt
Auf der Standard-Version des Albums sind zwölf Titel vorhanden. Auf der Deluxe-Version sind zwei weitere Titel vorhanden, zudem befindet sich in dieser Version auch noch eine zweite CD mit allen 14 Instrumentalstücken. Alle Titel bis auf das Intro Do You Really Wanna Be Free sind in deutscher Sprache verfasst, der genannte Titel ist komplett in der englischen Sprache verfasst. Die Deluxe-Version des Albums hat eine Spielzeit von knapp einer Stunde (ohne Instrumentals).
Titelliste
| #              | Titel                         | Autor(en)                 | Produzent(en)             | Länge |
| -------------- | ----------------------------- | ------------------------- | ------------------------- | ----- |
| 1              | Do You Really Wanna Be Free?  | Martin Haas, Moses Pelham | Martin Haas, Moses Pelham | 1:14  |
| 2              | Der erste Stein fehlt         | Martin Haas, Moses Pelham | Martin Haas, Moses Pelham | 4:04  |
| 3              | Gebt mir mein Leben zurück    | Martin Haas, Moses Pelham | Martin Haas, Moses Pelham | 3:43  |
| 4              | Kraft                         | Martin Haas, Moses Pelham | Martin Haas, Moses Pelham | 4:14  |
| 5              | Fühlt sich wie sterben an     | Martin Haas, Moses Pelham | Martin Haas, Moses Pelham | 3:39  |
| 6              | Gegen den Strom               | Martin Haas, Moses Pelham | Martin Haas, Moses Pelham | 4:32  |
| 7              | Herzbrennt                    | Martin Haas, Moses Pelham | Martin Haas, Moses Pelham | 4:24  |
| 8              | Du bist mein Freund           | Martin Haas, Moses Pelham | Martin Haas, Moses Pelham | 4:17  |
| 9              | Schöner sein                  | Martin Haas, Moses Pelham | Martin Haas, Moses Pelham | 4:26  |
| 10             | Sonnenschein                  | Martin Haas, Moses Pelham | Martin Haas, Moses Pelham | 4:24  |
| 11             | Leben                         | Martin Haas, Moses Pelham | Martin Haas, Moses Pelham | 4:25  |
| 12             | Die Schönheit des Betrachters | Martin Haas, Moses Pelham | Martin Haas, Moses Pelham | 6:30  |
| Deluxe-Version |                               |                           |                           |       |
| 13             | Weitergehen                   | Martin Haas, Moses Pelham | Martin Haas, Moses Pelham | 4:25  |
| 14             | Das erste Mal                 | Martin Haas, Moses Pelham | Martin Haas, Moses Pelham | 3:36  |

## Mitwirkende
- Moses Pelham – Produktion, Mixing, Aufnahme, Rap, Text, Albumkonzept, Produktionskoordination, Songbook, Bilder, Artwork
- Cassandra Steen – Gesang, Backgroundgesang
- Martin Haas – Produktion, Mixing, Aufnahme, Keyboard, Programming, Text
- Ali Neander – Gitarre
- Raphael Zweifel – Cello
- Ella Haas – Backgroundgesang a
- Lilly Haas – Backgroundgesang a
- Lotte Haas – Backgroundgesang a
- Peppa Singt – Backgroundgesang b
- Hans-Philipp Graf – Mastering
- Sascha Ewert – Songbook, Produktkommunikation
- Damaris Moog – Bilder
- Types On Foil – Stempel
- Markus Onyuru (Pictures) – Fotos, Produktkommunikation
- Die Knaben – Büro für Gestaltung – Artwork
- Yvonne Setlur – Produktkommunikation
- Alexander Besparis – Produktkommunikation
- Dr. Andreas Walter – Legal und Business

## Chartplatzierungen
In der Woche nach der Veröffentlichung des Albums konnte dies sich auf Rang 16 der Albumcharts von Deutschland platzieren. Insgesamt blieb es für vier Wochen in den Charts. Für die Band ist dies der sechste Charterfolg in den Albumcharts in Deutschland. Für Pelham ist dies der bereits neunte Charterfolg, während er für Steen ebenso der neunte Charterfolg in den deutschen Albumcharts ist. In Österreich und in der Schweiz konnte sich das Album nicht in den Charts platzieren.
| ChartsChartplatzierungen | Höchstplatzierung | Wochen |
| ------------------------ | ----------------- | ------ |
| Deutschland (GfK)        | 16 (4 Wo.)        | 4      |